# エージェント・ゾーハン
『エージェント・ゾーハン』（You Don't Mess with the Zohan）は、2008年のアメリカ映画。日本では劇場未公開で、2008年12月にDVDが発売された。

## ストーリー
イスラエルの諜報員ゾーハンは美容師の夢を抱いていた。ある日、ライバルであるファントムとの戦いで殉職と見せかけてニューヨークへ移り、美容師として働き始める。奇抜なセンスをなかなか受け入れてもらえず苦悩していたゾーハンだったが、パレスチナ人のダリアの経営する美容院に採用されることになった。そこで彼は様々なテクニックを駆使して、評判となり、スタイリストとしての評判も上がってきた。
そこへファントムがゾーハンの生存を聞きつけ、ゾーハンの前に姿を現した。

## キャスト
- ゾーハン：アダム・サンドラー（日本語吹き替え：森川智之）
- ファントム：ジョン・タートゥーロ（咲野俊介）
- ダリア：エマニュエル・シュリーキー（小林沙苗）
- マイケル：ニック・スウォードソン（遠藤純一）
- ゲイル：レイニー・カザン（斉藤貴美子）
- オーリー：イードゥー・モセリ（真殿光昭）
- サリーム：ロブ・シュナイダー（辻親八）
- デイヴ・マシューズ
- ウォルブリッジ：マイケル・バッファー（白熊寛嗣）
- シャーロット・レエ
- ハムディ：サイード・バッドレヤ（木村雅史）
- ケヴィン・ニーロン
- ロバート・スミゲル
- シェリー・バーマン
- タクシードライバー：クリス・ロック
- ケヴィン・ジェームズ
- 本人：マライア・キャリー
- 本人：ジョン・マッケンロー
- 本人：ジョージ・タケイ
- 本人：ブルース・ヴィランク
  - その他の日本語吹き替え：田村聖子／最上嗣生／中川慶一／田中晶子／田爪優名／小日向みわ／ちふゆ／池亀雅己／北沢力／岡林史泰／高橋はぢめ／田村健亮／原田晃